# Głusiec
Głusiec – wieś sołecka w Polsce położona w województwie mazowieckim, w powiecie kozienickim, w gminie Sieciechów.
| SIMC    | Nazwa          | Rodzaj    |
| ------- | -------------- | --------- |
| 0635974 | Obóz Traugutta | część wsi |

Prywatna wieś szlachecka Głuszec, położona była w drugiej połowie XVI wieku w powiecie stężyckim w ziemi stężyckiej województwa sandomierskiego. W 1864 roku na mocy ukazu z dnia 2 marca 1864 roku o uwłaszczeniu chłopów wydanego przez cara Aleksandra II Romanowa mieszkańcy (rolnicy) stali się właścicielami ziemi i budynków we wsi Głusiec. 
W czasie II wojny światowej w walkach z okupującą ziemie polskie armią niemiecką w rejonie wsi poległo wielu żołnierzy ludowego Wojska Polskiego, wśród których byli m.in. por. Władysław Jakubowski i kapral Michał Okurzały.
W latach 1975–1998 miejscowość administracyjnie należała do województwa radomskiego.
Wierni kościoła rzymskokatolickiego mieszkający w Głuścu należą do parafii z siedzibą w Zajezierzu.

## Zabytki
Fort VI „Głusiec” (twierdza Dęblin), 1879, 1905-08, nr rej.: 2/A z 5.01.1979